# Kantsäckspinnare
Kantsäckspinnare (Dahlica triquetrella) är en fjärilsart som först beskrevs av Jacob Hübner 1813.  Kantsäckspinnare ingår i släktet Dahlica, och familjen säckspinnare. Arten är reproducerande i Sverige.

## Bildgalleri

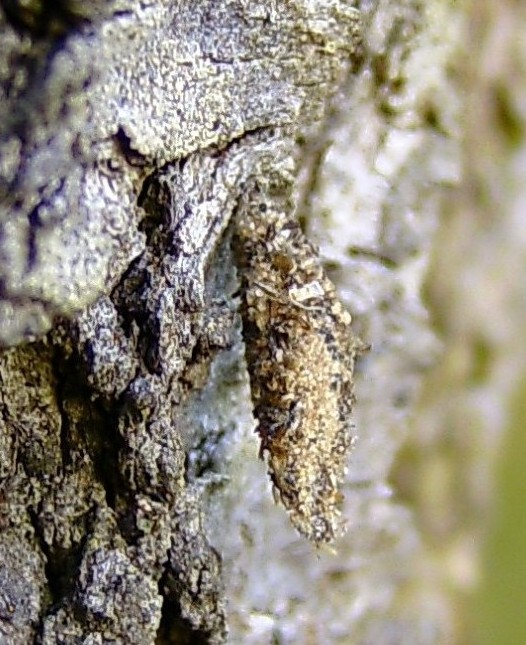
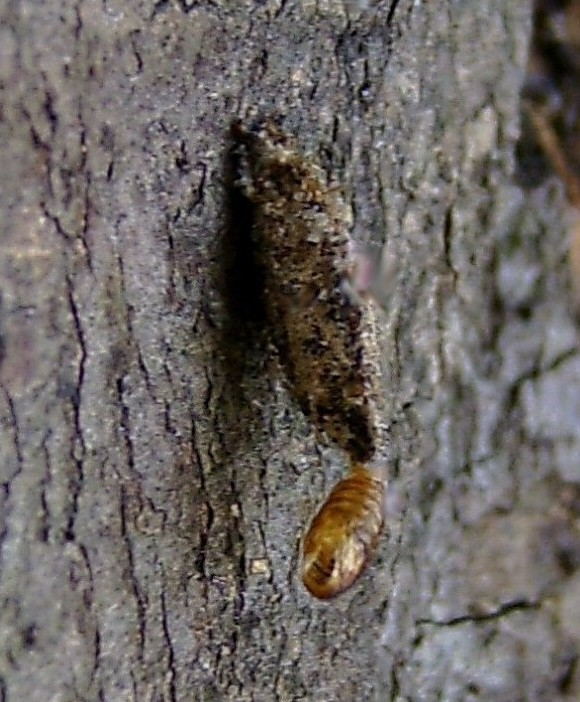
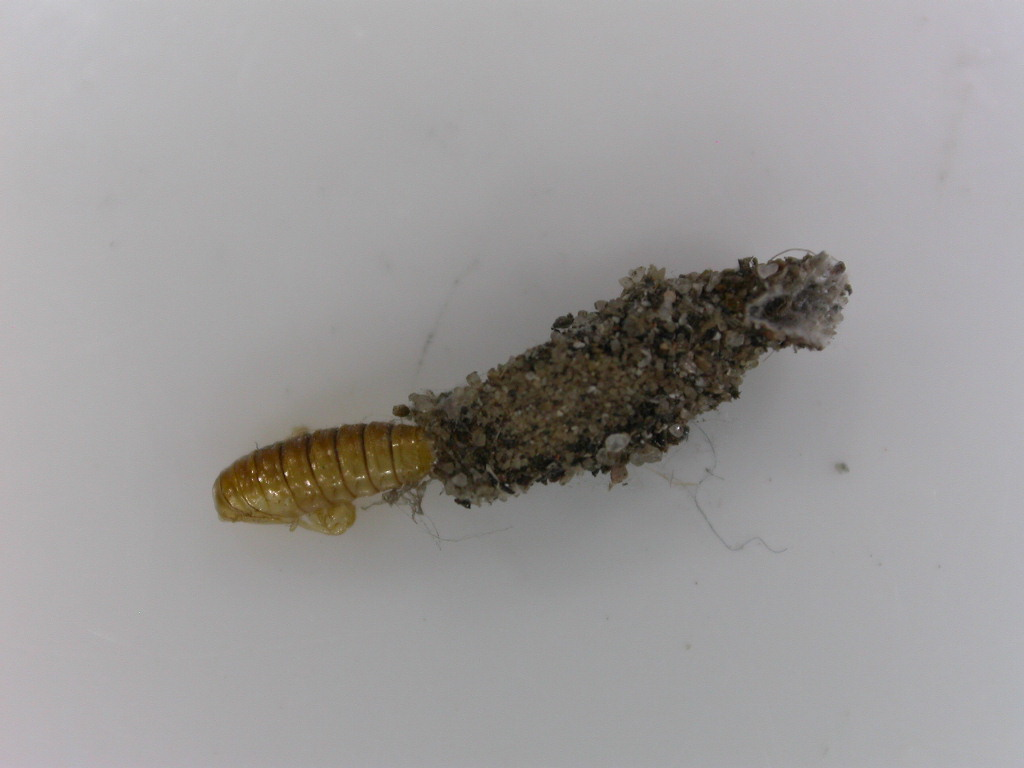
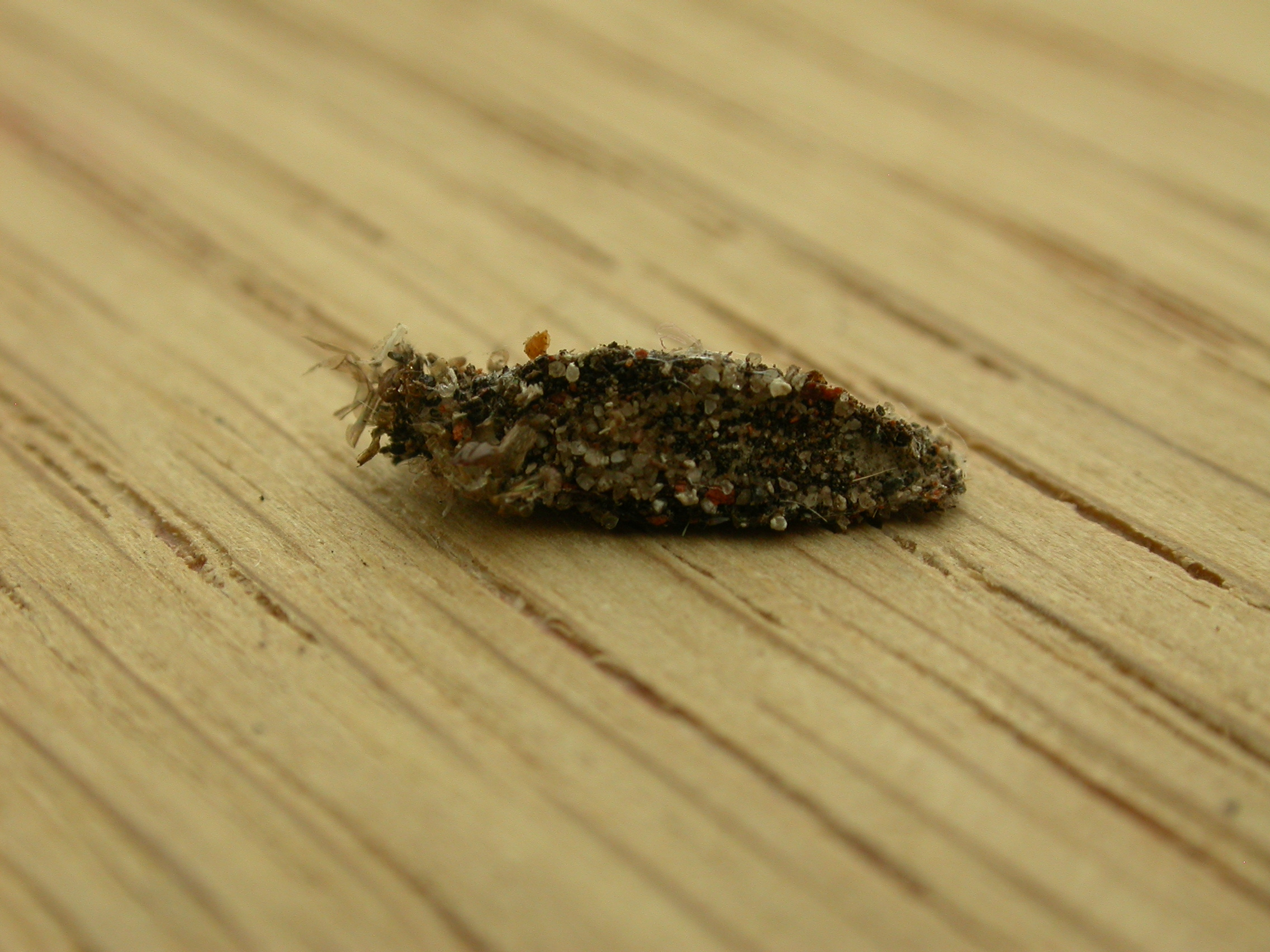
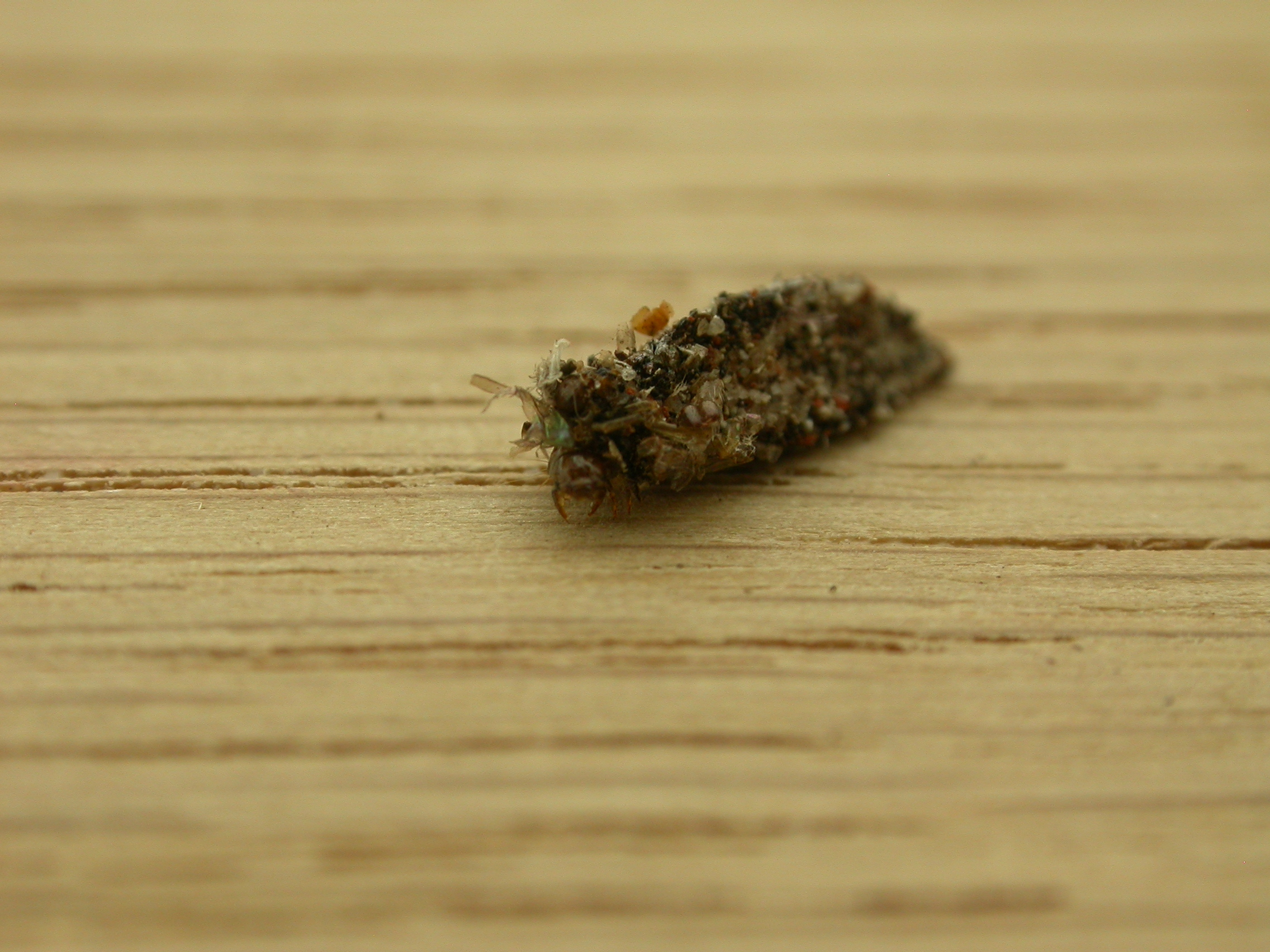
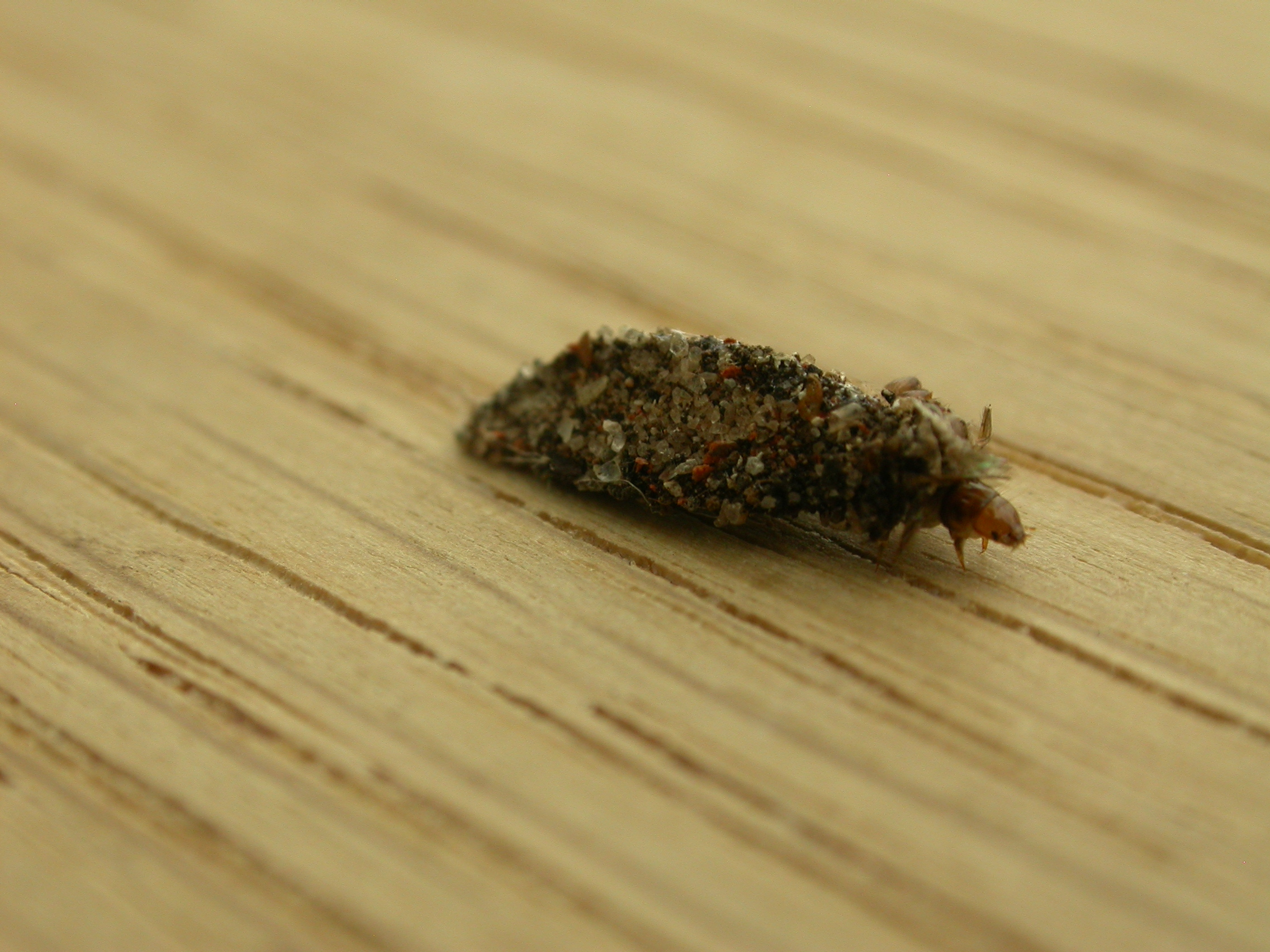